# تاباكولو بنامي
تاباكولو بنامي (الاسم العلمي: Scytalopus panamensis) (بالإنجليزية: Tacarcuna Tapaculo)‏ هو نوع من الطيور يتبع جنس التاباكولو من فصيلة التاباكولات.